# Mistrzostwa Polski w piłce siatkowej mężczyzn (1953)
Mistrzostwa Polski w piłce siatkowej mężczyzn 1953 – 17. edycja rozgrywek o mistrzostwo Polski w piłce siatkowej mężczyzn. Rozgrywki miały formę turnieju rozgrywanego w Warszawie.

## Klasyfikacja końcowa
| Miejsce | Drużyna          |
| ------- | ---------------- |
| 1.      | AZS-AWF Warszawa |
| 2.      | Gwardia Warszawa |
| 3.      | Gwardia Wrocław  |
| 4.      | CWKS Warszawa    |